# Julie Murray
Julie Elizabeth Murray (28 de abril de 1970) é uma ex-futebolista profissional australiana que atuava como meia ou atacante.

## Carreira
Julie Murray representou a Seleção Australiana de Futebol Feminino, nas Olimpíadas de 2000. 